# Бефстроганов
Бефстро́ганов (от фр. bœuf Stroganoff — «говядина по-строгановски»; также встречаются варианты «Беф а-ля Строганов» и «мясо по-строгановски») — популярное во всём мире блюдо русской кухни, которое готовится из мелко нарезанных кусочков говядины с соусом. Получило название в честь графа Александра Григорьевича Строганова.

## История

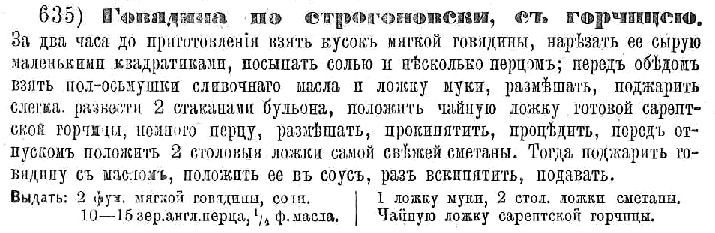
Рецепт из книги Е. И. Молоховец, издание 1887 года

Первый рецепт «говядины по-строгановски с горчицею» был напечатан в книге «Подарок молодым хозяйкам» Е. И. Молоховец в 1871 году. Блюдо названо в честь графа Александра Григорьевича Строганова (1795—1891).
По основной версии блюдо создал служивший у Строганова французский повар Андре Дюпон. По легенде, граф Строганов якобы очень любил цвидель-клопсы, но к старости ему стало трудно разжёвывать любимое блюдо, и повар стал нарезать для него мясо соломкой.
По другой версии граф Строганов, как и многие вельможи того времени, будучи весьма состоятельным человеком, держал в Одессе так называемый «открытый стол», на который мог зайти любой образованный и прилично одетый человек. Блюдо, вероятно, подавалось и для таких открытых столов — во-первых, в силу удобства приготовления, выдержанности стандарта блюда, во-вторых, удобного деления на порции и в-третьих, в то же время вкусного. Один из поваров графа удачно объединил технологию французской кухни (обжаривание мяса, его подача с соусом) с приёмами русской кухни (соус подаётся не отдельно, а как русская подливка, вместе с мясом).
Блюдо получило широчайшее распространение в мире: его подают в самых разных заведениях общественного питания: от ресторанов до столовых. После Второй мировой войны бефстроганов вошёл в номенклатуру международной ресторанной кухни как русское блюдо. По аналогии с этим блюдом готовят печень по-строгановски.

## Приготовление
Бефстроганов является основным, или, как принято называть «вторым» блюдом, для него лучше всего подойдёт мякоть говядины — филейная часть, тонкий край, кострец. Бефстроганов и гарнир непременно подаются горячими, поскольку остывшее блюдо теряет как во вкусе, так и в консистенции.
Точный рецепт классического блюда не сохранился, в течение многих лет и во многих странах в рецепт вносились различные изменения, в основном, приводившие к утрате целостности и технологии блюда. Данный рецепт наиболее приближен к оригинальному по реконструкции В. В. Похлёбкина. Говядину легко отбить в куске. Нарезать мясо тонкими ломтиками, толщиной около 0,5 сантиметра, при этом обычное правило нарезания мяса поперёк волокон приобретает обязательный характер. Панировать ломтики в муке. В сковороду налить масло, дно сковороды выложить репчатым луком, нарезанным кружками, с тем, чтобы не допустить соприкосновения мяса с посудой. На большом огне быстро обжарить ломтики мяса до появления коричневого цвета, отличающегося в известной[кому?] степени лакированной поверхностью.
Обжаривание — самый важный этап в приготовлении блюда, при правильном предварительном прокаливании масла и небольшой порции мяса, обжаривание в любом случае не должно занять более 5 минут, а правильнее 2—3 минуты. Долгое обжаривание непременно приведёт к утрате сочности ломтиков. После кратковременного обжаривания залить сметаной, смешанной с томатной пастой, причём сметаны должно быть больше. Тушить под крышкой, в зависимости от качества мяса, от 15—20 минут до одного часа. Из пряностей — только чёрный перец. В одном из рецептов начала XX века рекомендуется влить в сметану ложку-другую мадеры. Наилучший гарнир для блюда (по мнению В. В. Похлёбкина) — жаренный во фритюре картофель с добавлением долек свежего помидора. В более современных рецептах в соус часто добавляются грибы (шампиньоны), томатная паста заменяется на горчицу, а в качестве гарнира выступает картофельное пюре (реже — макаронные изделия, гречка или рис).
В латышской кухне адаптированный рецепт бефстроганова из свинины с добавлением солёных огурцов и копчёного шпика именуется «мясо по-курземски» или «бефстроганов по-курземски» (латыш. Kurzemes strogonovs).